# Roncourt (Moselle)
Pour les articles homonymes, voir Roncourt.
Roncourt est une commune française située dans le département de la Moselle, en région Grand Est.
Ses habitants, appelés les Roncourtois, sont au nombre de 1 029 en 2020.

### Localisation

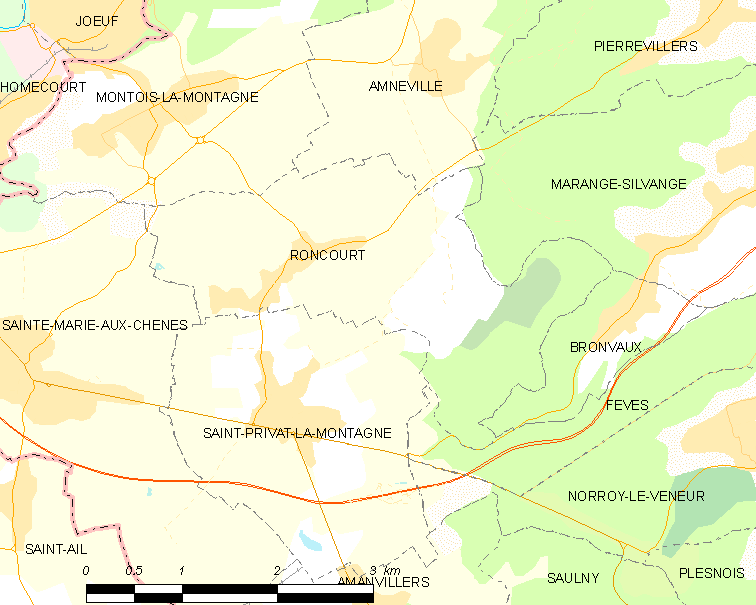
Carte de la commune.

## Géographie

### Communes limitrophes
| Montois-la-Montagne     | Amnéville                | Marange-Silvange |
| Sainte-Marie-aux-Chênes | Roncourt                 | Bronvaux         |
|                         | Saint-Privat-la-Montagne | Fèves            |

### Transports
Réseau Le Met’ :
- P 107  depuis Metz

### Hydrographie

#### Réseau hydrographique
La commune est située dans le bassin versant du Rhin au sein du bassin Rhin-Meuse. Elle est drainée par le Fond Robinet.

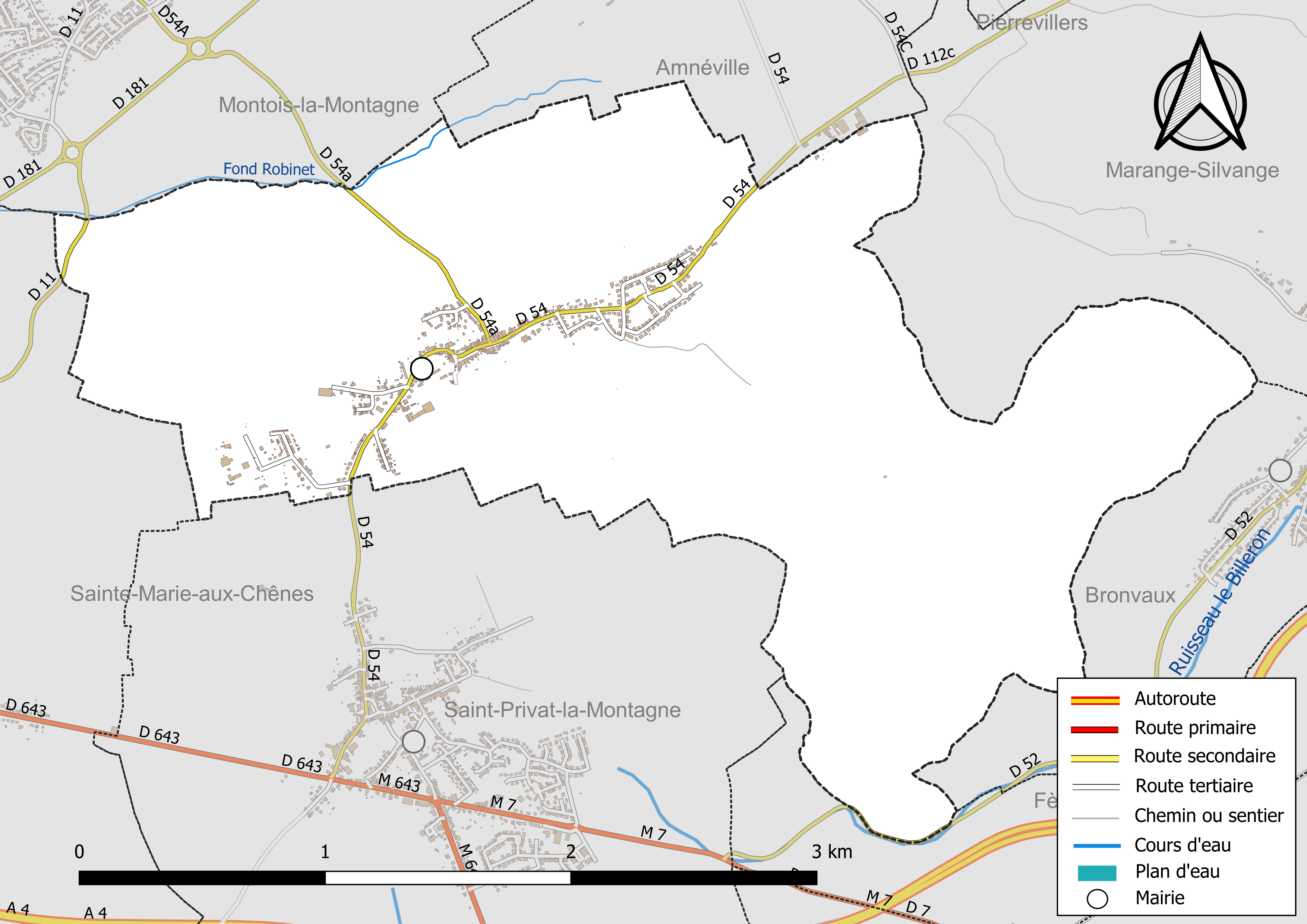
Réseaux hydrographique et routier de Roncourt.

#### Gestion et qualité des eaux
Le territoire communal est couvert par le schéma d'aménagement et de gestion des eaux (SAGE) « Bassin ferrifère ». Ce document de planification, dont le territoire correspond aux anciennes galeries des mines de fer, des aquifères et des bassins versants associés, d'une superficie de 2 418 km2, a été approuvé le 27 mars 2015. La structure porteuse de l'élaboration et de la mise en œuvre est la région Grand Est. Il définit sur son territoire les objectifs généraux d’utilisation, de mise en valeur et de protection quantitative et qualitative des ressources en eau superficielle et souterraine, en respect des objectifs de qualité définis dans le SDAGE  du Bassin Rhin-Meuse.

### Climat
Pour des articles plus généraux, voir Climat du Grand Est et Climat de la Moselle.
En 2010, le climat de la commune est de type climat de montagne, selon une étude du Centre national de la recherche scientifique s'appuyant sur une série de données couvrant la période 1971-2000. En 2020, Météo-France publie une typologie des climats de la France métropolitaine dans laquelle la commune est exposée à un climat semi-continental et est dans la région climatique  Lorraine, plateau de Langres, Morvan, caractérisée par un hiver rude (1,5 °C), des vents modérés et des brouillards fréquents en automne et hiver. 
Pour la période 1971-2000, la température annuelle moyenne est de 9,2 °C, avec une amplitude thermique annuelle de 17,1 °C. Le cumul annuel moyen de précipitations est de 864 mm, avec 12,8 jours de précipitations en janvier et 9,3 jours en juillet. Pour la période 1991-2020, la température moyenne annuelle observée sur la station météorologique de Météo-France la plus proche, « Doncourt-lès-Conflans », sur la commune de Doncourt-lès-Conflans à 10 km à vol d'oiseau, est de 10,7 °C et le cumul annuel moyen de précipitations est de 710,3 mm. 
La température maximale relevée sur cette station est de 40,9 °C, atteinte le 25 juillet 2019 ; la température minimale est de −16,5 °C, atteinte le 26 décembre 2010,,. 
Les paramètres climatiques de la commune ont été estimés pour le milieu du siècle (2041-2070) selon différents scénarios d'émission de gaz à effet de serre à partir des nouvelles projections climatiques de référence DRIAS-2020. Ils sont consultables sur un site dédié publié par Météo-France en novembre 2022.

## Urbanisme

### Typologie
Au 1er janvier 2024, Roncourt est catégorisée bourg rural, selon la nouvelle grille communale de densité à sept niveaux définie par l'Insee en 2022.
Elle est située hors unité urbaine. Par ailleurs la commune fait partie de l'aire d'attraction de Metz, dont elle est une commune de la couronne,. Cette aire, qui regroupe 245 communes, est catégorisée dans les aires de 200 000 à moins de 700 000 habitants,.

### Occupation des sols
L'occupation des sols de la commune, telle qu'elle ressort de la base de données européenne d’occupation biophysique des sols Corine Land Cover (CLC), est marquée par l'importance des territoires agricoles (49,7 % en 2018), en diminution par rapport à 1990 (51,3 %). La répartition détaillée en 2018 est la suivante : 
terres arables (48,6 %), forêts (25,2 %), mines, décharges et chantiers (18,2 %), zones urbanisées (6,9 %), prairies (0,7 %), zones agricoles hétérogènes (0,4 %). L'évolution de l’occupation des sols de la commune et de ses infrastructures peut être observée sur les différentes représentations cartographiques du territoire : la carte de Cassini (XVIIIe siècle), la carte d'état-major (1820-1866) et les cartes ou photos aériennes de l'IGN pour la période actuelle (1950 à aujourd'hui).

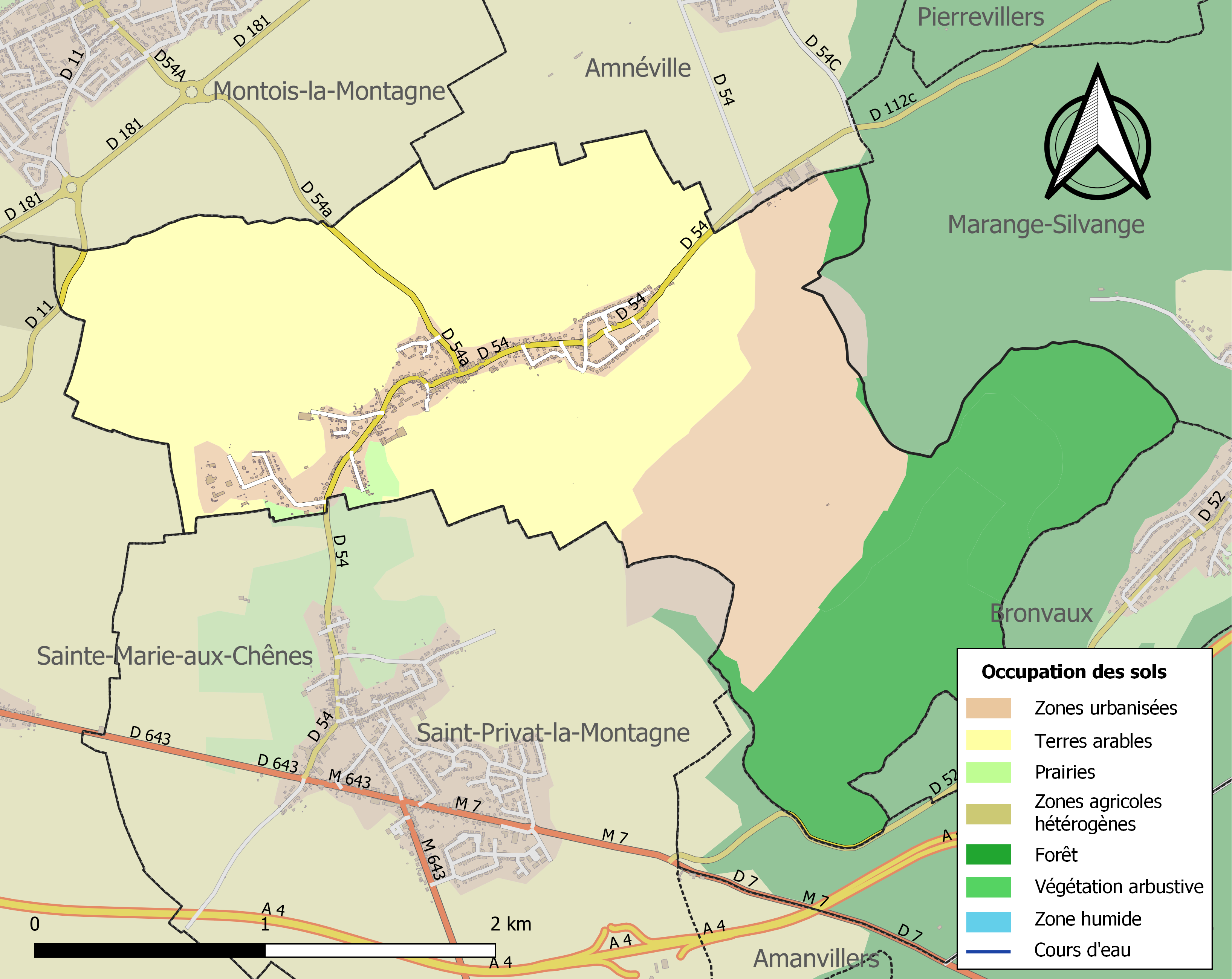
Carte des infrastructures et de l'occupation des sols de la commune en 2018 (CLC).

## Toponymie
- En lorrain : Ronco[16].
- Mentions anciennes : Roncourt (1128)[16], Roncourt en Woivre (1779)[16], Ronhofen (1915-1918 et 1940-1944).
- Étymologie : Selon Ernest Nègre, ce toponyme est composé de l'anthroponyme germanique Hrodo(n) + cortem[17].

## Histoire
Dépendait de l'ancienne province du Barrois, dans la prévôté puis le bailliage de Briey.
En 1817, Roncourt avait 128 habitants répartis dans 23 maisons. 
Bataille du 18 août 1870.

### L'église Saint-Georges de Roncourt
Le village était situé dans la zone frontalière du comté de Bar et de l' Évêché de Metz. Le chapitre de la cathédrale paraît avoir été le premier possesseur ; l'abbaye de Saint-Martin-les-Metz avait à Roncourt des biens et des droits.  En 1320, le comte de Bar Thiébaut II engage Roncourt à deux riches bourgeois de Metz, de La Cour et Le Hongre. On trouve parmi divers seigneurs de ce lieu, les Gournay, de Metz, en 1456, et les Serrières, aussi de Metz en 1482.
La chapelle consacrée à saint Georges, est orientée. Elle se compose d'une nef à deux travées de style gothique tardif (1466) sans collatéraux et d'une abside à fond plat ; sa longueur totale est de 16 mètres. L'abside est la partie la plus ancienne ; elle peut dater du XIIe siècle. Les ogives reposent sur quatre colonnes engagées dans les maçonneries d'angle ; la hauteur sous clé de voûte est de 4,8 m. Les chapiteaux sont des « corbeilles » légèrement coniques, surmontées de tailloirs ; ceux du fond ont un décor végétal, ceux de l'entrée un décor géométrique. Les tailloirs ont 29 cm de côté, 8 cm d’épaisseur ; chacun est orné d’une gorge, et percé de trous cylindriques destinés peut être à des supports de cierges. Au fond, il y avait un oculus triangulaire, maintenant disparu. La nef date de la seconde partie du XVe siècle (1466) ; une grande fenêtre de style flamboyant a été aménagée au milieu du XVIe siècle. Le clocher quadrangulaire, de 10 mètres de haut, est contemporain de la nef. Au sol de la chapelle, qui monte légèrement du portail de l'abside, on distingue des dalles funéraires usées.
Il y a cent ans, on voyait encore dans la nef des pierres tombales, notamment des familles Caillou, Le Canard, Le Bonhomme, Robinot : Didier Robinot, archer des gardes du duc de Lorraine, Bastien Le Canard, sergent en la gruerie de Briey, Mangin Caillou, mayeur de l'abbaye de Saint-Martin-les-Metz.
À droite, à l'extérieur, un ancien ossuaire a reçu, sans doute au XVIe siècle un Ecce Homo, ou Christ de pitié, de la fin, du XVIe siècle. À l'origine, les ogives de cet ossuaire reposaient sur quatre consoles d'angles ornées de crânes et de tibias entrecroisés ; il restait trois consoles au siècle dernier, il en subsiste une seule aujourd'hui. Au-dessus du portail de l'ancien cimetière qui entoure la chapelle, un saint Georges de pierre à cheval tuant un dragon, datée de 1554, de style archaïque, et encore décoré de fleurs le 23 avril, jour de la fête de Roncourt.
La paroisse fut une annexe de celle de Saint-Privat-la-Montagne.

### Mine
L'exploitation du minerai de fer s'effectua à Roncourt. La mine de Roncourt, ouverte en 1907, ferma ses portes en 1992. Forte et convoitée au fil du dernier siècle traversant les guerres, elle alimenta la sidérurgie allemande puis française en enfin européenne. N'y perdant pas son âme par Sainte Barbe.
Création 1907 puits Jacobus, fermeture 1992 : concession Lormine.

## Politique et administration

### Administration municipale

#### Liste des maires
| Période                                  | Période   | Identité        | Étiquette | Qualité |
| ---------------------------------------- | --------- | --------------- | --------- | ------- |
| 1954                                     | 1981      | Joseph Fichter  |           |         |
| 1981                                     | mars 2001 | Émile Joffroy   |           |         |
| mars 2001                                | mai 2020  | Marcel Halter   |           |         |
| mai 2020                                 | En cours  | Antoine Postera |           |         |
| Les données manquantes sont à compléter. |           |                 |           |         |

## Population et société

### Démographie
L'évolution du nombre d'habitants est connue à travers les recensements de la population effectués dans la commune depuis 1793. Pour les communes de moins de 10 000 habitants, une enquête de recensement portant sur toute la population est réalisée tous les cinq ans, les populations de référence des années intermédiaires étant quant à elles estimées par interpolation ou extrapolation. Pour la commune, le premier recensement exhaustif entrant dans le cadre du nouveau dispositif a été réalisé en 2007.

En 2022, la commune comptait 1 048 habitants, en évolution de +5,12 % par rapport à 2016 (Moselle : +0,52 %, France hors Mayotte : +2,11 %).
| 1793 | 1800 | 1806 | 1821 | 1836 | 1841 | 1861 | 1866 | 1871 |
| ---- | ---- | ---- | ---- | ---- | ---- | ---- | ---- | ---- |
| 159  | 142  | 152  | 126  | 133  | 149  | 158  | 145  | 131  |

| 1875 | 1880 | 1885 | 1890 | 1895 | 1900 | 1905 | 1910 | 1921 |
| ---- | ---- | ---- | ---- | ---- | ---- | ---- | ---- | ---- |
| 152  | 168  | 178  | 204  | 229  | 225  | 249  | 459  | 410  |

| 1926 | 1931 | 1936 | 1946 | 1954 | 1962 | 1968 | 1975 | 1982 |
| ---- | ---- | ---- | ---- | ---- | ---- | ---- | ---- | ---- |
| 544  | 592  | 510  | 506  | 651  | 762  | 730  | 713  | 751  |

| 1990 | 1999 | 2006 | 2007 | 2012 | 2017  | 2022  | - | - |
| ---- | ---- | ---- | ---- | ---- | ----- | ----- | - | - |
| 827  | 818  | 702  | 685  | 966  | 1 003 | 1 048 | - | - |

## Culture locale et patrimoine

Nouvelle église.

### Lieux et monuments
- Maison forte du XVe siècle.
- Église Saint-Georges, XVe siècle : porte du cimetière avec statue de saint Georges, 1654 ; ossuaire avec Christ de pitié XVIe, sainte Barbe XVe, oculus.
- Nouvelle église construite en 1960.
- Carrière de Pierre de Jaumont.

## Héraldique
| Blason de Roncourt | Blason  | De gueules au dextrochère de carnation, vêtu d'azur, mouvant d'une nuée d'argent, tenant une épée du même garnie d'or, accostée de deux croisettes recroisetées au pied fiché du même, le champ chaussé, abaissé et pignonné d'or |
| Blason de Roncourt | Détails | Le statut officiel du blason reste à déterminer. |